# Joe Morton
Joseph Thomas Morton Jr. (* 18. říjen, 1947, New York, USA) je americký herec.

## Počátky
Narodil se v New Yorku, konkrétně v Bronxu, sekretářce Evelyn a úředníkovi Josephu Thomasovi Mortonovi staršímu. Díky povolání svého otce v dětství vyrůstal v Západním Německu a Japonsku. Vystudoval Hofstra University.

## Kariéra
Před kamerou se objevil poprvé v roce 1970, konkrétně v seriálu Mission: Impossible. Následně přijal hlavní role do několika seriálů, ke kterým patří Grady, Equal Justice, A different world, Tribeca, Pod jednou střechou, Prince Street nebo Dobrá manželka. Vidět jsme ho mohli i v epizodních rolích seriálů jako Smallville nebo Dr. House.
Známým se stal ale především díky filmům jako ...a spravedlnost pro všechny, Crossroads, Zelly a já, O myších a lidech, Nebezpečná rychlost, Blues Brothers 2000, Americký gangster, ale především díky filmu Terminátor 2: Den zúčtování, kde se představil v roli zakladatele Skynetu, Milese Dysona.

## Osobní život
Je již 26 let ženatý s Norou Chavooshian, se kterou má tři děti.

## Filmografie

### Filmy
- 1977 – Between the lines
- 1979 – ...a spravedlnost pro všechny
- 1982 – The Clairvoyant
- 1983 – Kletba Růžového pantera
- 1984 – Bratr z jiné planety
- 1985 – Zmatek v hlavě
- 1986 – Crossroads
- 1987 – Psanci
- 1988 – Zelly a já, Být dobrou matkou
- 1989 – Step
- 1991 – Město naděje, Terminátor 2: Den zúčtování, The Good Policeman, The Lost Platoon
- 1992 – O myších a lidech, Navždy mladý
- 1994 – The Inkwell, Nebezpečná rychlost
- 1995 – The Walking Dead
- 1996 – Boeing 747 v ohrožení, Osamělá hvězda
- 1997 – Úchyl, Nebezpečná rychlost 2, Trouble on the Corner
- 1998 – When it clicks, Blues Brothers 2000, Nadaný žák
- 1999 – Astronautova žena
- 2000 – What Lies Beneath, Nahoru, dolů
- 2001 – Ali
- 2002 – Na křídlech vážky
- 2003 – Crossing, Zločinné myšlenky, Výplata
- 2004 – Lenny, zázračný pes, Breaking Dawn
- 2005 – Back in the day, Stealth: Přísně tajná mise
- 2006 – Noční volání
- 2007 – Americký gangster, Badland
- 2008 – Wherever you are
- 2009 – Hranice

### Televizní filmy
- 1979 – Lawman Without a Gun
- 1980 – Death Penalty
- 1981 – We're Fighting Back
- 1983 – The Files on Jill Hatch
- 1984 – A Good sport
- 1988 – Terrorist on Trial: The United States vs. Salim Ajami, Velitelkou v pekle, Police Story: Burnout
- 1989 – Howard Beach: Making a Case for Murder
- 1990 – Challenger
- 1992 – Dědictví lži
- 1995 – Ve stínu zla
- 1996 – Jack Reed: Death and Vengeance
- 1997 – Miss Evers' Boys
- 1999 – Vzpoura v Port Chicagu, Y2K
- 2000 – Ali: An American Hero
- 2002 – The Fritz Pollard Story
- 2003 – Jasperský lynč
- 2004 – War Birds: Diary of an Unknown Aviator, Vzpomínáme

### Seriály
- 1970 – Mission: Impossible
- 1973 – 1974 – Search for Tomorrow
- 1974 – Feeling Good
- 1975 – Sanford and Son
- 1975 – 1976 – Grady
- 1976 – M*A*S*H, Co se děje?
- 1978 – Watch your mouth
- 1983 – 1984 - Another world
- 1985 – Miami Vice
- 1986 – Kdo je šéf?
- 1987 – 1989 – The Equalizer
- 1989 – A Man called Hawk
- 1990 – 1991 – The Equal Justice
- 1992 – A Different world, Zákon a pořádek
- 1993 – Tribeca
- 1994 – Homicide: Life on the Street, New York Undercover
- 1995 – Pod jednou střechou, New York News
- 1996 – 2002 – Dotek anděla
- 1997 - 2000 - Prince Street
- 1998 – Dellaventura
- 1998 – 1999 – Mercy Point
- 1999 – 2008 – The American Experience
- 2000 – Akta X
- 2001 – 2002 – Smallville
- 2002 – Advokáti, All my Children
- 2003 – 2005 – Zákon a pořádek
- 2004 – Whoopi, Porota
- 2005 – Dr. House, JAG, Kriminálka New York
- 2005 – 2006 – E-Ring
- 2006 – 2011 – Heuréka – město divů
- 2007 – Vražedná čísla
- 2008 – Kauzy z Bostonu
- 2009 – Great Performances, Sklad 13
- 2009–2010 – Dobrá manželka
- 2010 – White Collar